# Marko Milič
Marco Milic (Kranj, 7 de mayo de 1977) es un exjugador y entrenador de baloncesto esloveno que disputó más de 20 temporadas como profesional. Con 1,98 metros de altura, jugaba en la posición de alero y fue el primer esloveno en jugar en la NBA.

## Trayectoria

### Profesional
Tras ser elegido en el puesto 34 del Draft de la NBA de 1997 por los Philadelphia 76ers, sus derechos fueron traspasado a los Phoenix Suns. Allí disputó dos temporadas, con poca participación (tan solo 44 encuentros), regresó a Europa a jugar en el Union Olimpija, luego en el Real Madrid, además de Fortitudo Bologna, Pesaro y Virtus Bologna. También jugó brevemente con el Fenerbahçe al comienzo de la 1998–99.
En esos años ganó cuatro títulos de la Slovenian League y cuatro Slovenian Cups con el Union Olimpija. Luego también ganó la ULEB Cup y la Liga ACB con el Madrid en 2007 y por último, en 2014, ganó la Liga de Kuwait.

### Retirada
El 15 de octubre de 2015, anuncia su retirada del baloncesto profesional. El 29 de octubre, el Union Olimpija retira su dorsal número #12.
En agosto de 2022, se hace oficial su incorporación al cuerpo técnico de los Dallas Mavericks.

## Estadísticas de su carrera en la NBA

### Temporada regular
| Año     | Equipo  | PJ | PT | MPP | %TC  | %3P  | %TL  | RPP | APP | ROB | TPP | PPP |
| ------- | ------- | -- | -- | --- | ---- | ---- | ---- | --- | --- | --- | --- | --- |
| 1997-98 | Phoenix | 33 | 0  | 4.9 | .609 | .500 | .647 | .8  | .4  | .3  | .0  | 2.8 |
| 1998-99 | Phoenix | 11 | 0  | 4.8 | .400 | .000 | —    | .5  | .2  | .3  | .1  | 1.5 |
| Total   | Total   | 44 | 0  | 4.9 | .560 | .429 | .647 | .7  | .3  | .3  | .0  | 2.5 |

### Playoffs
| Año   | Equipo  | PJ | PT | MPP | %TC  | %3P | %TL | RPP | APP | ROB | TPP | PPP |
| ----- | ------- | -- | -- | --- | ---- | --- | --- | --- | --- | --- | --- | --- |
| 1998  | Phoenix | 2  | 0  | 2.0 | .667 | —   | —   | .5  | .0  | .5  | .0  | 2.0 |
| Total | Total   | 2  | 0  | 2.0 | .667 | —   | —   | .5  | .0  | .5  | .0  | 2.0 |

## Vida personal
Su padre, Vladimir Milić, fue campeón de lanzamiento de peso con Yugoslavia. Su madre, Metka Papler, fue también una gran deportista en Yugoslavia.